# 阿爾門湖
54°18′14″N 9°36′48″E / 54.30393°N 9.61333°E

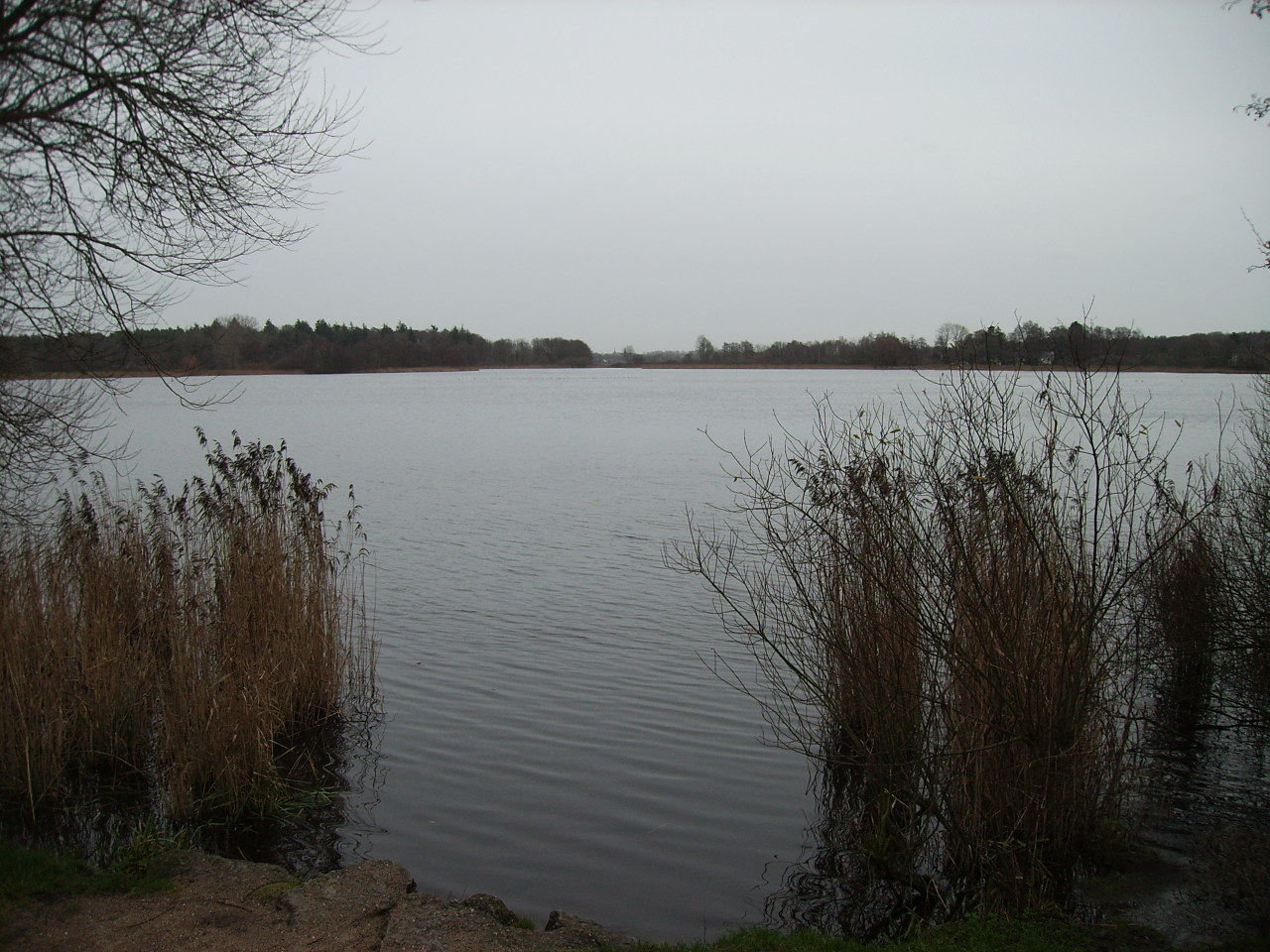

阿爾門湖（德語：Armensee），是德國的湖泊，位於該國北部石勒蘇益格-荷爾斯泰因州，由倫茨堡-埃肯弗德縣負責管轄，面積0.27平方公里，海拔高度2.3米，平均水深1.2米，最大水深1.9米，水體容量33萬立方米，湖岸線長度2.7公里。